# Liste der Ministerpräsidenten des Königreichs beider Sizilien
Dies ist eine Liste der Ministerpräsidenten des Königreichs beider Sizilien (eigentlich Präsident des Ministerrats, italienisch: Presidenti del Consiglio dei Ministri del Regno delle Due Sicilie) bis zur 1861er Ausrufung des Königreichs Italien.

## Liste
- 1815–1815: Donato Tommasi (1761–1831)
- 1815–1816: Tommaso di Somma (1737–1826)
- 1816–1820: Luigi de’ Medici (1759–1830)
- 1820–1821: provisorisches Komitee
- 1821–1822: Tommaso di Somma (1737–1826)
- 1822–1830: Luigi de’ Medici (1759–1830)
- 1830–1831: Donato Tommasi (1761–1831)
- 1831–1836: Carlo Avarna di Gualtieri (1757–1836)
- 1836–1840: Girolamo Ruffo di Bagnara (1779–1865)
- 1840–1848: Giuseppe Ceva Grimaldi (1777–1862)
- 1848–1848: Nicola Maresca Donnorso (1790–1870)
- 1848–1848: Carlo Troya (1784–1858)
- 1848–1849: Gennaro Spinelli di Cariati (1780–1851)
- 1849–1852: Giustino Fortunato (1777–1862)
- 1852–1859: Ferdinando Troya (1786–1861)
- 1859–1860: Carlo Filangieri (1784–1867)
- 1860–1860: Antonio Statella di Cassaro (1785–1864)
- 1860–1860: Antonio Spinelli di Scalea (1795–1884)